# 日本逸史
『日本逸史』（にほんいっし）は、平安時代初期の歴史書『日本後紀』を復原すべく、鴨祐之が編纂した歴史書である。40巻。元禄5年（1692年）に成立、享保9年（1724年）に刊行された。

## 概要
『日本後紀』は延暦11年（792年）から天長10年（833年）、桓武・平城・嵯峨・淳和の四代を対象にした勅撰の歴史書（六国史の第三）であるが、応仁の乱の頃に散逸し、所在不明となり、偽書も作られていた。鴨祐之は『日本後紀』の復原を志し、諸書に引用された記事をまとめた。『類聚国史』、『日本紀略』、『類聚三代格』、『政事要略』その他の記事を原文のまま、編年体で記述している。
この後、塙保己一の門人が京都で『日本後紀』の写本（40巻中の10巻分）を発見し、寛政11年（1799年）以降に刊行した。